# Ippo (serie animata)
Ippo è una serie animata francese del 1997. L'unica stagione è composta da 52 episodi di 13 minuti ciascuno. In Italia è stata trasmessa su Raidue dal maggio 2004. 

## Personaggi
- Ippo, doppiato da Monica Ward
- Tessie, doppiata da Perla Liberatori